# آمریکایی‌های افغان‌تبار
آمریکایی‌های افغان‌تبار (انگلیسی: Afghan Americans) آمریکایی‌هایی هستند که اصالت افغان دارند یا آمریکایی‌هایی که از افغانستان آمده‌اند. ایشان یکی از بزرگترین جوامع افغان‌های مقیم خارج را تشکیل می‌دهند.